# Felsőrajk

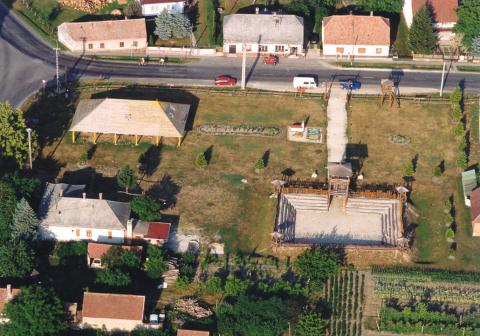
Luftaufnahme von Felsőrajk

Felsőrajk ist eine ungarische Gemeinde im Kreis Nagykanizsa im Komitat Zala.

## Lage
Felsőrajk ist eine kleine Siedlung zwischen Nagykanizsa, Zalaegerszeg und Keszthely. Das Dorf liegt in einem ehemaligen Sumpfgebiet, das durch den Bau des Prinzipal-Kanals (Hauptkanal) urbar gemacht wurde. Auf dem Öreghegy, einem Hügel im Osten, wird Wein angebaut. Die Umgebung bietet Gelegenheit zum Wandern. Fischen und der Tierbeobachtung (Luchse). In der Nachbarsiedlung Pötrétė, 3 km von Felsőrajk entfernt, wird Torf abgebaut.

## Geschichte
Felsőrajk und seine Umgebung waren schon vor der ungarischen Eroberung während der Awarenzeit bewohnt. Bei Ausgrabungen wurde ein awarischer Friedhof entdeckt.
Erstmals wurde der Name 1019 in einer Urkunde der Abtei Zalavár in der Form Rayke erwähnt. Die Bezeichnung geht auf das ungarisch/slawische Rejk zurück, vermutlich der Name des Grundherren in der Zeit des 12. bis zum 19. Jahrhundert. Im 16. Jahrhundert wurde hier eine Burg namens Várhely errichtet, deren Ruinen noch zu sehen sind.

## Latènezeitliches Grab
Im Jahre 1958 wurde bei Grabungsarbeiten für einen Keller das Grab einer Frau aus der Frühlatène (LTA I, ca. 450–380 v. Chr.) zerstört. Bei einer Notgrabung konnten ein Torques (Halsreifen), zwei Bronzearmreife, ein Bronzefußreif, drei bronzene Fibeln und eine Tonschale geborgen werden. Auch in der näheren Umgebung wurden Grabreste mit Artefakten aufgefunden. Diese Funde sind die südlichsten Frühlatènegräber in Ungarn. Sie sind heute in der Schausammlung des Ungarischen Nationalmuseums (Magyar Nemzeti Múzeum) ausgestellt.

## Sehenswürdigkeiten
- 1848/49er-Denkmal (1848-49-es szabadságharcosok emlékműve)
- Römisch-katholische Kirche Szent Anna, ursprünglich im 16. Jahrhundert erbaut, während der Türkenherrschaft zerstört, im 18. Jahrhundert im Barockstil restauriert, 1878–1880 teilweise umgebaut
- Weltkriegsdenkmal (I. és II. világháborús hősi halottak emlékműve), erschaffen von Katalin Gera

## Verkehr
In Felsőrajk treffen die Landstraßen Nr. 7527 und Nr. 7532 aufeinander. Der am südwestlichen Rand der Gemeinde gelegene Bahnhof ist angebunden an die Eisenbahnstrecke von Szombathely nach Nagykanizsa.